# Gaspéite
La gaspéite (simbolo IMA: Gpé) è un minerale raro del gruppo della calcite appartenente alla classe minerale dei "nitrati e carbonati" con composizione chimica NiCO3.
La gaspéite forma una serie completa di miscelazione con la magnesite (MgCO3).

## Etimologia e storia
La gaspéite fu scoperta per la prima volta nei pressi di Mont-Albert, nella contea canadese di La Haute-Gaspésie, nella penisola di Gaspésie e descritta nel 1966 da Donald W. Kohls e John Landon Rodda, che chiamarono il minerale in onore della sua località tipo.

## Classificazione
La nona edizione della sistematica dei minerali di Strunz, aggiornata dall'Associazione Mineralogica Internazionale (IMA) fino al 2009, elenca la gaspéite nella classe "5. Carbonati (nitrati)" e da lì nella sottoclasse "5.A Carbonati senza anioni aggiuntivi, senza H2O"; questa è ulteriormente suddivisa in base alla composizione del minerale, in modo che la gaspéite possa essere trovata nella sezione "5.AB Carbonati di metalli alcalino terrosi (e altri M2+)" dove insieme a calcite, magnesite, otavite, rodocrosite, siderite, smithsonite e sferocobaltite, forma il sistema nº 5.AB.05.
Tale suddivisione è mantenuta anche nell'edizione successiva, proseguita dal database "mindat.org" e chiamata Classificazione Strunz-mindat.
La classificazione dei minerali secondo Dana classifica la gaspéite nella famiglia dei "carbonati, nitrati e borati" e lì nella sottofamiglia dei "carbonati anidri". Qui si trova insieme a calcite, magnesite, siderite, sferocobaltite, smithsonite, otavite e rodocrosite nel "gruppo della calcite (trigonale: R3c)" con il sistema nº 14.01.01 nell'ambito della suddivisione dei "carbonati anidri con formula semplice A+CO3".

## Abito cristallino
La gaspéite cristallizza nel sistema trigonale nel gruppo spaziale R3c (gruppo nº 167) con i parametri di reticolo a = 4,61 Å e c = 14,74 Å oltre a 6 unità di formula per cella unitaria.

## Origine e giacitura
La gaspéite si forma come un raro minerale secondario in vene contenenti solfuro di nichel in rocce dolomitiche contenenti silice metamorficamente alterate, probabilmente anche come prodotto di trasformazione in meteoriti ricche di nichel. I minerali associati includono annabergite, antigorite, bunsenite, crisotilo, dolomite, gersdorffite, glaukosphaerite, heazlewoodite, jamborite, liebenbergite, magnesite, mcguinnessite, millerite, niccolite, nimite, pecoraite, polidimite, siderite, spinello, trevorite e violarite.
La gaspéite è stata rilevata in circa 20 siti in tutto il mondo, inclusi diversi siti in Tasmania e nell'Australia Occidentale (Australia); a Duboštica vicino a Vareš (Bosnia ed Erzegovina); vicino a Richelsdorf (Germania); nella "Miniera Km-3" vicino a Laurio nella regione greca dell'Attica; nella "Miniera di Monteponi" vicino a Iglesias (Sardegn, Italia); nella "miniera di Nakauri" vicino a Shinshiro sull'isola di Honshū (Giappone); nel "giacimento di Kempirsai Cr" vicino ad Aqtöbe (Kazakistan); a Mabilikewe (provincia del Limpopo) e a Bon Accord (nel Mpumalanga) in Sudafrica; nella "miniera di Eugenia" vicino a Bellmunt del Priorat (in Catalogna, Spagna); nella contea di Lancaster (Pennsylvania, Stati Uniti) e nel "deposito di Damba" vicino a Gweru (Zimbabwe).

## Forma in cui si presenta in natura
La gaspéite e sviluppa solo piccoli cristalli rombici fino a circa 0,6 mm di lunghezza in aggregati minerali massicci di colore verde chiaro, verde erba o verde oliva; la lucentezza è vitrea e l'opacità è traslucida; il colore dello striscio della gaspéite è giallo-verde.